# Дубровка (Гаврилово-Посадский район)
Дубровка — село в Гаврилово-Посадском районе Ивановской области России, является центром Новосёлковского сельского поселения.

## География
Село расположено на берегу реки Воймига в 2 км на юг от центра поселения села Новосёлка и в 6 км на северо-запад от райцентра города Гаврилов Посад.

## История
Во второй половине XVIII столетия в селе существовала церковь, которая значилась в числе приходских церквей Суздальской епархии. Холодная церковь построена в 1809 году на средства графа Петра Борисовича Толстого и до 1883 года была домовой графской церковью. В 1869 году имение графа Николая Петровича наследовала его дочь княгиня Екатерина Николаевна Абамелек, видя ветхость и неудобства деревянной приходской церкви, княгиня в 1883 году пожертвовала крестьянам свою домовую каменную церковь, в том же году она была утверждена приходской церковью. Церковь была двухэтажная с двумя престолами: в нижнем этаже — в честь Успения Божьей Матери и в верхнем этаже — в честь Преображения Господня. В 1895 году вместо бывшей деревянной церкви на средства прихожан была сооружена теплая каменная церковь с колокольней. Престол в церкви был один — во имя Святителя и Чудотворца Николая. В 1893 году в селе Дубровке было 56 дворов, мужчин — 212, женщин — 264. С 1894 года в селе существовала церковно-приходская школа. В годы Советской Власти обе церкви были разрушены. В 1972 году Никольская церковь ещё существовала
В конце XIX — начале XX века село входило в состав Глумовской волости Юрьевского уезда Владимирской губернии.
С 1929 года село входило в состав Новоселковского сельсовета Гаврилово-Посадского района, с 2005 года — в составе Новосёлковского сельского поселения.

## Население
| 1859 | 1905 | 2010 |
| ---- | ---- | ---- |
| 333  | ↗498 | ↘39  |